# Caspar Memering
Caspar Memering (Bockhorst, 1 juni 1953) is een (West-)Duits voormalig voetballer en voetbalcoach die speelde als middenvelder.

## Carrière
Memering speelde het grootste deel van zijn carrière voor Hamburger SV. Met de ploeg won hij twee landstitels in 1979 en 1982; de beker in 1976 en in hetzelfde jaar de Europacup II; ook de eerste editie van de Ligapokal in 1973. Nadien ging hij spelen voor het Franse Girondins Bordeaux tot 1984 waarna hij nog twee seizoenen speelde voor FC Schalke 04.
Hij speelde drie interlands voor West-Duitsland waarmee hij deelnam aan het EK voetbal 1980 dat ze wonnen.
Nadien werd hij trainer bij een reeks club in de lagere regionen van het Duitse voetbal.

## Erelijst
- Hamburger SV
  - Landskampioen: 1979, 1982
  - DFB-Pokal: 1976
  - Ligapokal: 1973
  - Europacup II: 1976
- Girondins Bordeaux
  - Ligue 1: 1984
- West-Duitsland
  - EK voetbal: 1980

1 Schumacher ·
2 Briegel ·
3 Cullmann ·
4 K. Förster ·
5 Dietz  ·
6 Schuster ·
7 B. Förster ·
8 Rummenigge ·
9 Hrubesch ·
10 Müller ·
11 Allofs ·
12 Memering ·
13 Bonhof ·
14 Magath ·
15 Stielike ·
16 Zimmermann ·
17 Del'Haye ·
18 Matthäus ·
19 Votava ·
20 Kaltz ·
21 Junghans ·
22 Immel ·
Coach: Derwall